# Oblężenie Malborka (1945)
Oblężenie Malborka – starcie zbrojne mające miejsce od 25 stycznia do 17 marca 1945 między oddziałami Armii Czerwonej a wojskami niemieckimi, broniącymi się w mieście i na zamku w Malborku, co doprowadziło do dużych zniszczeń m.in. na zamku.

## Przebieg działań bojowych
Do Malborka żołnierze 2 Armii Uderzeniowej dowodzonej przez gen. płka Iwana Fiediuninskiego wchodzącej w skład 2 Frontu Białoruskiego Armii Czerwonej dotarli 25 stycznia 1945. Miasto zostało przygotowane przez Niemców do obrony okrężnej. Do obrony wykorzystano również zamek w Malborku, który z jego grubymi murami stanowił najsilniejszy bostion obrony. 
Pierwszy atak na miasto został przeprowadzony przez 8 Korpus Zmechanizowany od strony dzielnicy Piaski. Żołnierze dotarli do dworca kolejowego, jednak w wyniku kontrataków niemieckich zostali zmuszeni do opuszczenia miasta. Drugi atak został przeprowadzony w następnym dniu od strony południowej i południowo wschodniej. Przeprowadzili go żołnierze z 98 Korpusu Piechoty dowodzonego przez gen. por. Gieorgija Anisimowa. 
Żołnierze radzieccy napotkali bardzo silny opór i im również nie udało się zdobyć miasta. Część garnizonu niemieckiego zamknęła się w staromiejskiej dzielnicy miasta oraz na zamku krzyżackim. Ponieważ dowództwo niemieckie zdecydowało, że Malbork ma się bronić do ostatniego żołnierza w nocy 31 stycznia został zniszczony most na Nogacie. Oblężenie Malborka trwało do 17 marca 1945. Niemcy skapitulowali a żołnierze z 321 Dywizji piechoty zatknęli sztandar zwycięstwa na wieży zamku krzyżackiego. 
W czasie walk o zdobycie Malborka poległo 529 żołnierzy radzieckich. Zniszczeniu uległo około 45% zabudowy miasta. 

## Upamiętnienie
W okresie Polski Ludowej dla upamiętnienia żołnierzy radzieckich poległych w walkach z Niemcami w Malborku przy ul.17 Marca wzniesiono pomnik na którym umieszczono działo pancerne.